# Frederick William Jacomb
Frederick William Jacomb (1829 – 1891) è stato un alpinista inglese.
È noto principalmente per aver partecipato alla prima salita del Monviso nel 1861 insieme a William Mathews ed a Jean-Baptiste e Michel Croz. Altra impresa degna di nota fu l'esplorazione di due nuovi valichi d'alta quota sulla via di collegamento tra Chamonix e Zermatt.